# Anders Nordentoft
Anders Nordentoft (født 11. oktober 1957) er en dansk komponist.
Han begyndte allerede i de tidlige teeangeår at komponere og studerede først violin på Det Kongelige Danske Musikkonservatorium, hvorefter han tog diplomeksamen i komposition hos Ib Nørholm og Hans Abrahamsen i 1987. Derefter gennemførte han solistuddannelsen i komposition ved Det Jyske Musikkonservatorium hos Per Nørgård. Sit gennembrud fik han med værket "Entgegen" i 1987.
Han har primært arbejdet som selvstændig komponist og har sideløbende undervist i komposition og instrumentation ved Det Kongelige Danske Musikkonservatorium.
I 2001 komponerede Anders Nordentoft sangcyklussen "On this Planet" specielt til Thomas Sandberg og Athelas Sinfonietta Copenhagen. Værket er både hans længste stykke og hans hovedværk og er skrevet for kammerorkester og baryton. Værket blev efterfølgende dramatiseret af Martin Tulinius i 2002 i Kanonhallen i København. Opsætningen vandt en Reumertpris og blev siden indstillet til Nordisk Råds Musikpris i 2004.
Op gennem 2010'erne koncentrerede Anders Nordentoft sig om mindre værker for soloinstrumenter og mindre besætninger.
Samlet har han komponeret mere end 70 værker, hvoraf fem er orkesterværker og syv til større ensembler.

## Priser og anerkendelser
- 1987: Léonie Sonnings Musikstipendium
- 1997: Carl Nielsen og Anne Marie Carl-Nielsens Legat
- 2002: Edition Wilhelm Hansens Komponistpris
- 2021: Carl Prisen i kategorien 'Årets klassiske komponist – lille ensemble' for værket “City Trance” for solo klaver